# Doug Bateman
Douglas Scott „Doug“ Bateman (* 19. Januar 1954 in Somerville, New Jersey) ist ein ehemaliger US-amerikanischer Rennrodler.
Bateman trat im Doppelsitzer mit Ronald Rossi an. Beim „Großen Preis“ in Igls wurden sie Sechste und erreichten damit das bis dahin beste Ergebnis eines US-amerikanischen Doppelsitzers. Im gleichen Jahr gewannen sie außerdem die Nordamerikanischen Meisterschaften. 1984 qualifizierten Bateman und Rossi sich für die Olympischen Winterspiele in Sarajevo. Dort belegten sie den neunten Platz.
Bateman wuchs in Raritan, New Jersey auf und besuchte dort die Highschool. Anschließend besuchte er das Washington & Jefferson College in Washington, Pennsylvania. 1977 erlangte er einen Abschluss in Ökonomie. Nach seiner aktiven Karriere war Bateman beim Rennrodelverband der USA angestellt, und dort von 1998 bis 2002 sowie 2006 bis 2014 Präsident.
Batemans Bruder Ray Bateman, Jr. war ebenfalls Rennrodler.